# Torre di Santa Liberata
La torre di Santa Liberata è una torre costiera situata nel comune di Monte Argentario, lungo la costa settentrionale del promontorio dell'Argentario, non lontano dal porto di Santa Liberata.

## Storia
La torre fu costruita dagli Spagnoli poco dopo la metà del Cinquecento, quando l'intera zona apparteneva oramai allo Stato dei Presidii. Come luogo di ubicazione fu scelta un'area in cui sono venuti alla luce numerosi reperti e resti archeologici di epoca romana, tra i quali spiccano su tutti i Bagni di Domiziano.
Nel 1739 la struttura difensiva costiera venne ulteriormente armata, per aumentare la sicurezza sul canale che permetteva l'accesso all'interno della laguna di Orbetello alle imbarcazioni provenienti dal mare. Ulteriori rafforzamenti della fortificazione costiera furono effettuati durante il periodo napoleonico, quando dalla torre fu respinto un attacco condotto da navi britanniche.
Nel corso dell'Ottocento, la torre costiera passò temporaneamente al Granducato di Toscana prima dell'Unità d'Italia, evento che consegnò la struttura difensiva alla Guardia di finanza, che ne fece la sede della dogana.
Nella prima metà del secolo scorso la torre fu dismessa e venduta a privati, divenendo in seguito la residenza dello scrittore Guelfo Civinini.
Durante la seconda guerra mondiale, più precisamente nel 1944, la torre venne minata dai Tedeschi in ritirata, comportando la perdita dell'intera parte superiore dell'edificio turriforme.

## Descrizione
La torre di Santa Liberata sorge all'interno di una proprietà privata, ove si trova anche la villa romana di Santa Liberata.
Dell'antica fortificazione costiera, che originariamente si presentava a pianta circolare, si conserva soltanto il possente basamento a scarpa con massicce strutture murarie rivestite in pietra, che è ciò che resta dopo la distruzione della torre durante gli eventi bellici del 1944. Su un lato è visibile al pian terreno un'ampia apertura ad arco tondo, che era l'ingresso alla struttura aggiunto dopo la sua trasformazione in civile abitazione. In precedenza, l'accesso alla fortificazione era possibile unicamente attraverso una porta che si apriva al piano rialzato, che era raggiungibile attraverso una perduta rampa di scale esterna che culminava con un ponte levatoio.
Originariamente la torre si articolava su tre livelli e, nella parte superiore, si caratterizzava per le strutture murarie intonacate a malta. La parte sommitale, priva di coronamenti, culminava con un tetto di copertura.